# Der Film entdeckte Kunstwerke indianischer Vorzeit
Der Film entdeckte Kunstwerke indianischer Vorzeit è un cortometraggio del 1952 diretto da Hans Cürlis.
Fu presentato alla 1ª edizione del Festival di Berlino, dove si aggiudicò la Targa d'oro come miglior film d'arte e scienza.